# Maria Kózka
Maria Kózka (ur. 3 lutego 1959) – polska pielęgniarka, profesor doktor habilitowana nauk humanistycznych. Wykładowca Instytutu Pielęgniarstwa i Położnictwa Wydziału Nauk o Zdrowiu Collegium Medicum Uniwersytetu Jagiellońskiego.

## Życiorys
Urodziła się 3 lutego 1959. W 1991 uzyskała stopień doktora za pracę pt. Adaptacja psychospołeczna osób kalekich (ze sztucznym odbytem brzusznym) w procesie rehabilitacji, a 22 stycznia 2009 habilitowała się na podstawie oceny dorobku naukowego i pracy zatytułowanej Efektywność kształcenia zawodowego na studiach pielęgniarskich pierwszego stopnia w okresie transformacji systemu edukacji. Pełni funkcję profesora nadzwyczajnego Instytutu Pielęgniarstwa i Położnictwa na Wydziale Nauk o Zdrowiu Collegium Medicum Uniwersytetu Jagiellońskiego oraz wojewódzkiego konsultanta w zakresie pielęgniarstwa. Jest ekspertką sekcji medycznej PKA i członkinią Komisji Nauki przy Ministerstwie Nauki i Szkolnictwa Wyższego. W lipcu 2020 r. otrzymała tytuł profesora nauk medycznych i nauk o zdrowiu.

## Publikacje
- 2005: Zjawisko agresji w grupie młodzieży gimnazjalnej a implikacje dla pielęgniarki szkolnej[1]
- 2006: Postawy dzieci w wieku szkolnym wobec choroby przewlekłej[1]
- 2006: Zastosowanie analgezji z wyprzedzeniem u pacjentów po operacjach laparoskopowych pęcherzyka żółciowego[1]
- 2008: Doznania bólowe i poziom lęku u chorych leczonych w izbie przyjęć[1]
- 2009: Analiza kliniczna bliźniąt syjamskich leczonych w ośrodku krakowskim w latach 1977–2006[1]